# Анна-Лена Грьонефелд
Анна-Лена Грьонефелд (на немски: Anna-Lena Grönefeld) е германска тенисистка, родена на 4 юни 1985 г. в Нордхорн, Западна Германия. Бивша номер 1 ракета на Германия. Повече успехи тя има в турнирите на двойки, където е завоювала 10 титли от WTA Тур и е стигала до 7 място в ранглистата на WTA.
Като девойка печели Ролан Гарос на сингъл и на двойки през 2003 г. В края на същата година стартира кариера и при професионалистките.
На Уимбълдън 2009 завоюва титлата на смесени двойки заедно с Марк Ноулс, след като побеждават поставените под номер 1 Паеш/Блек на финала.

## Финали на турнирите от WTA Тур

### Титли на сингъл (1)
| До 2009                  | От 2009                |
| ------------------------ | ---------------------- |
| Голям шлем (0)           |                        |
| Шампионат на WTA Тур (0) |                        |
| I категория (0)          | Задължителни висши (0) |
| II категория (0)         | Висши 5 (0)            |
| III категория (1)        | Висши (0)              |
| IV и V категория (0)     | Международни (0)       |

| финал № | дата        | турнир                  | място    | настилка | съперничка на финала | резултат            |
| 1.      | 5 март 2006 | Абиерто Мехикано Телсел | Акапулко | клей     | Флавия Пенета        | 6 – 1, 4 – 6, 6 – 2 |

### Загубени финали на сингъл (3)
| До 2009                  | От 2009                |
| ------------------------ | ---------------------- |
| Голям шлем (0)           |                        |
| Шампионат на WTA Тур (0) |                        |
| I категория (0)          | Задължителни висши (0) |
| II категория (2)         | Висши 5 (0)            |
| III категория (0)        | Висши (0)              |
| IV и V категория (1)     | Международни (0)       |

| финал № | дата              | турнир            | място      | настилка | съперничка на финала | резултат            |
| 1.      | 31 януари 2005    | Патая Оупън       | Патая      | твърда   | Кончита Мартинес     | 3 – 6, 6 – 3, 3 – 6 |
| 2.      | 19 септември 2005 | Чайна Оупън       | Пекин      | твърда   | Мария Кириленко      | 3 – 6, 4 – 6        |
| 3.      | 26 септември 2005 | Форти Чемпиъншипс | Люксембург | твърда   | Ким Клейстерс        | 2 – 6, 4 – 6        |